# Szkholion
A Szkholion a Debreceni Egyetem Bölcsészettudományi Karának 2003-ban alapított művészeti és szakfolyóirata. Működését alapítása óta kettős célkitűzés határozza meg: a lap egyfelől publikációs lehetőséget biztosít a tehetséges, magas színvonalú szakmai tevékenységet végző hallgatóknak és doktoranduszoknak, másfelől igényes, szépirodalmi és szaktudományos szövegeket egyaránt tartalmazó olvasnivalót nyújt (elsősorban) a kar hallgatói számára. Ennek megvalósítását szolgálja a szakkollégiumokkal (Hatvani István Szakkollégium, Pálffy István Szakkollégium) kiépített szoros együttműködés, és a Debreceni Egyetemhez kapcsolódó irodalmi önképzőkörökkel (L.É.K., D.E.I.K.) való folyamatos kapcsolattartás is.

## Jellemzői
A Szkholion állandó publikációs lehetőséget ad a színvonalas TDK-dolgozatoknak is, elismerve ezzel a kiemelkedő kutatómunkát végző diákok teljesítményét. Különösen nagy jelentőséggel bír a periodika a bölcsészkar Doktori Iskolájába felvételizőknek, hiszen sok fiatal tudósnak a Szkholion biztosít elsőként megjelenési felületet kutatási eredmények közzé tételével. A folyóiratban való publikáció a szaktudományos élethez való kapcsolódás fontos lépését jelentheti sok pályakezdő számára. A szaktudományos dolgozatok mellett a folyóirat gyakran jelentet meg műfordításokat is, fórumot biztosítva ezzel a kiemelkedő nyelvszakos hallgatók számára. A saját szépirodalmi alkotásokkal jelentkezők tevékenységét, fejlődését a szerkesztők tanácsokkal, javaslatokkal segítik.
A Szkholion lapjain közölt nagyobb lélegzetvételű esszék, tanulmányok és kritikák aktuális kiadványokról, fontos kulturális eseményekről (pl. a Csokonai Színház előadásairól, Konferencia előadásokról, kiállításokról) tájékoztatják az olvasókat, Debrecen kulturális rendezvényeinek népszerűsítését célozzák meg, az egyetem és a város, illetve más egyetemek bölcsészei közti kapcsolatot erősítve ezzel. A Szkholion elősegíti a Bölcsészettudományi Kar tanszékei és szakjai közti kommunikációt, továbbá 2009-től céljának tartja az ország bölcsészkarainak hallgatóival való kapcsolatfelvételt is, számukra is lehetőséget adva a lapban való bemutatkozásra.

## Szerkesztők
- 2003-2006: Bartkó Péter Szilveszter
- 2003-2008: Bodrogi Ferenc Máté
- 2003-2004: Oravecz Zita
- 2005-2008: Lapis József
- 2006-2008: Kenyhercz Róbert
- 2009-: Áfra János, Balajthy Ágnes, Korpa Tamás

## Felelős kiadó
- Szatai Attila, DE BTK HÖK-elnök

## Felelős szerkesztők
- 2003-2008: Dr. S. Varga Pál
- 2009-: Dr. Bényei Péter

## Honlapszerkesztők
- 2005-2007: Varjú Zoltán
- 2007-: Gáspár László

## Külső hivatkozások
- A Szkholion honlapja